# Italo Astolfi
Italo Astolfi (31 de diciembre de 1917-7 de abril de 2004) fue un deportista italiano que compitió en ciclismo en la modalidad de pista. Ganó una medalla de plata en el Campeonato Mundial de Ciclismo en Pista de 1939, en la prueba de velocidad individual.

## Medallero internacional
| Campeonato Mundial | Campeonato Mundial | Campeonato Mundial | Campeonato Mundial       |
| Año                | Lugar              | Medalla            | Competición              |
| ------------------ | ------------------ | ------------------ | ------------------------ |
| 1939               | Milán (Italia)     | Medalla de plata   | Velocidad individual (A) |